# Birchwood (Lincolnshire)
Birchwood – dzielnica miasta Lincoln, w Anglii, w Lincolnshire, w dystrykcie Lincoln.
W 2001 miejscowość liczyła 14 266 mieszkańców.